# فئران التجارب

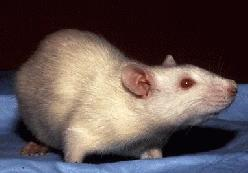
فار تجارب

فأر التجارب أو فأر المختبر هي نوع من الفئران يتم تربيتها والاحتفاظ بها لأغراض البحث العلمي والطبي. وتعتبر فئران التجارب من أهم وسائل البحث التي يجري قبل استعمال أي دواء للإنسان.وذلك بسبب أن هناك بعض التشابه بينها وبين الإنسان في تشريح الأعضاء، تلعب الفئران والجرذان دوراً بالغ الأهمية في تطوير العجائب الطبية الحديثة. في الحقيقة فإن الفئران والجرذان تشكل 95% من كل الحيوانات المختبرية وفقاً لمؤسسة للبحوث الطبية الحيوية (FBR).
للفئران مدة حياة قصيرة نسبيا، ما يجعلها مناسبة لدراسة تطور الأمراض المزمنة والتشيخ. كما أنها صغيرة الحجم ومقتصِدة من حيث رعايتها.

## أسباب اختيار الفئران للتجارب

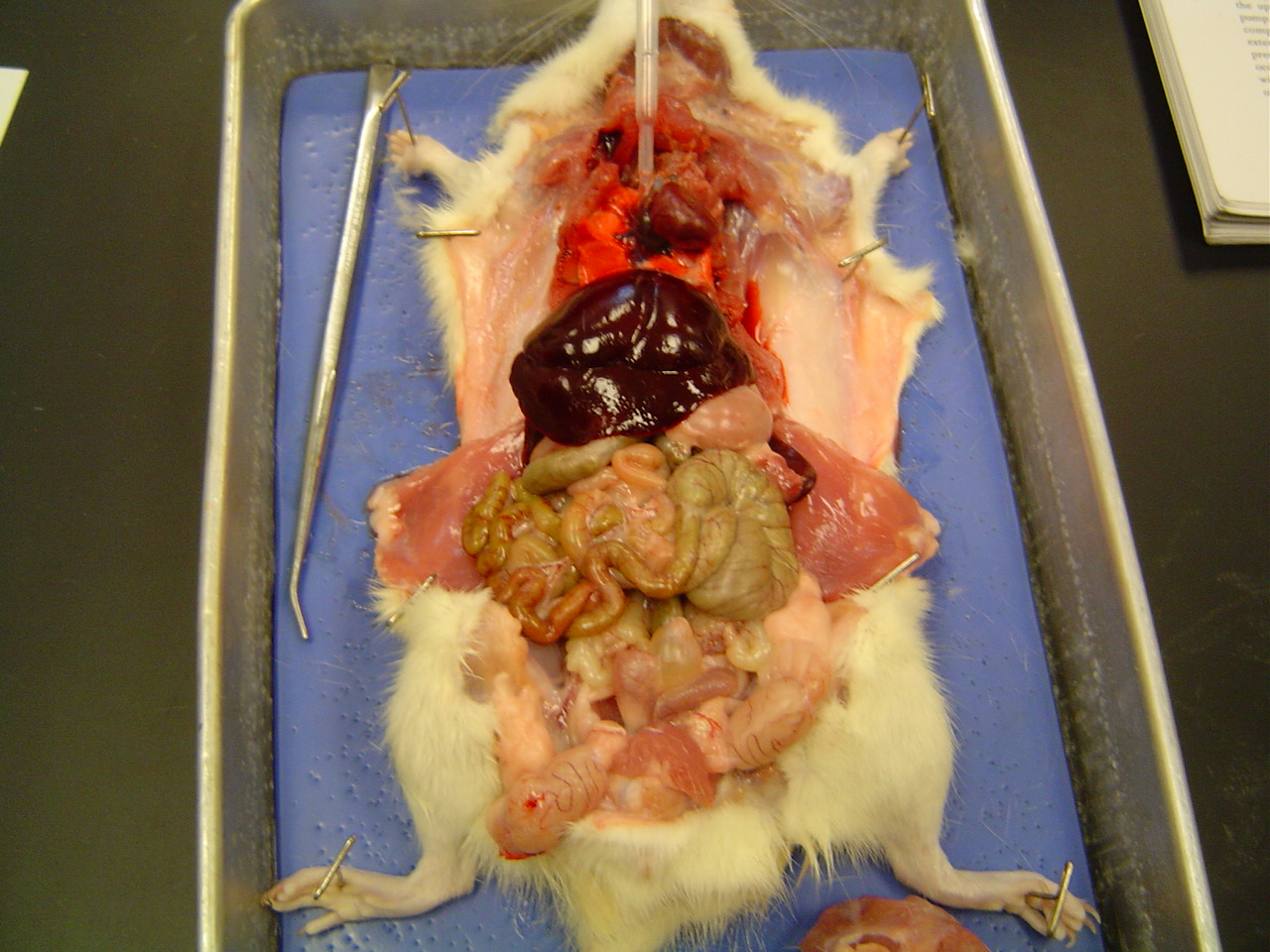
تشريح فار

إن اعتماد العلماء والباحثين على الفئران والجرذان له عدة أسباب. أول هذه الأسباب هو الملائمة: حيث أنها صغيرة وحبسها والعناية بها أمر بسيط، ويمكنها التكيف جيداً مع البيئات الجديدة، إضافةً إلى سرعة تكاثرها وقصر عمرها حيث يترواح بين السنتين والثلاثة سنين، لذلك يمكن متابعة عدة اجيال من الفئران خلال فترة نسبية قصيرة من الزمن.
أيضاً الفئران والجرذان غير مكلفة نسبياً ويمكن شرائها بكميات كبيرة من المنتجين التجاريين حيث أنهم يبيعون أصنافاً من القوارض مخصصة للأبحاث.القوارض بشكل عام تكون معتدلة المزاج ومطيعة، والذي يُمكن الباحثين من السيطرة عليها بسهولة، بالرغم من وجود بعض أنواع الفئران والجرذان التي يصعب السيطرة عليها على عكس الأخريات.
غالبية الفئران والجرذان التي استعملت في التجارب الطبية كانت متطابقة، عدا اختلافات الجنس، أي نستطيع القول بأنها متطابقة جينياً مما يساعد على أن تكون التجارب الطبية أكثر انتظاماً، وفقاً للمعهد الوطني لأبحاث الجينوم. وكحد أدنى يجب أن تكون الفئران المستعملة في التجارب من الأصناف الأصيلة.
وسبب آخر لكون القوارض استُعملت كمثال في الفحوصات الطبية هو كونها وراثية، وخصائصها البيولوجية والسلوكية تشبه تلك الموجودة في الإنسان. والكثير من تصرفات الإنسان يمكن ملاحظتها على الفئران والجرذان.
الجرذان والفئران هي ثديات تشارك البشر في العديد من العمليات كما أن إجراء البحوث عليها سيساعد في الإجابة على كثير من الأسئلة، وفقاً لما قاله جيني هاليسكي ممثل المعهد الوطني للصحة ومكتب مختبر رعاية الحيوان.
إن هذه التشابهات زادت على مدى العقدين الماضيين، وتمكن العلماء الآن من جعل الفئران تلد فئراً جينياً وراثياً أسموها «الفئران المعدلة وراثياً»
التي تحمل جينات مشابهة للجينات المسببة للأمراض البشرية، وكذلك تحديد الجينات يمكن إيقافه أو جعله غير نشط، مشكلاً «فئران الضربة القاضية» والذي يمكن استعماله لتقييم آثار المواد الكيميائية المسببة للسرطان (المسرطنة)وتقييم سلامة الأدوية.
وفقاً لل (FBR) فإن القوارض تجعل بحوث الحيوانات فعالة لأن كلّا من علم التشريح وعلم وظائف الأعضاء وعلم الوراثة مفهومة جيداً من قبل الباحثين.والذي يجعل الأمر أسهل لذكر التغييرات في سلوك الفئران أو الخصائص المسببة لذلك. بعض القوارض تسمى SCID (نقص المناعة المشترك المزمن) حيث أن الفئران تولد طبيعياً بدون جهاز مناعي وبالتالي يمكن أن تكون كنماذج لأبحاث الخلايا البشرية العادية والخبيثة.وفقاً لل FBR .
بعض الأمثلة عن اضطرابات وأمراض الإنسان التي تُحدد باستعمال الفئران والجرذان كنماذج:
ارتفاع ضغط الدم
مرض السكري
إعتام عدسة العين
السمنة
النوبات
مشاكل في الجهاز التنفسي
الصمم
مرض باكنسون
مرض الزهايمر
السرطان
التليف الكيسي
فيروس نقص المناعة البشرية والإيدز
مرض القلب
ضمور العضلات
إصابات في النخاع الشوكي
وتستخدم الفئران أيضًا في الإختبارات السلوكية والحسية، والشيخوخة والتغذية والدراسات الجينية، بالإضافة إلى اختبار الأدوية المضادة للرغبة القادرة على إنهاء إدمان المخدرات.
""إن استخدام الحيوانات في البحوث أمر بالغ الأهمية يساعد على فهم علمي للأنظمة الطبية الحيوية، ويؤدي إلى اكتشاف أدوية وعلاجات مفيدة".